# Aleš Mertelj
Aleš Mertelj (sinh 22 tháng 3 năm 1987 ở Kranj) là một cầu thủ bóng đá Slovenia chơi ở vị trí tiền vệ của câu lạc bộ Maribor ở Slovenian PrvaLiga. Anh cũng là thành viên của Đội tuyển bóng đá quốc gia Slovenia.

## Sự nghiệp câu lạc bộ
Mertelj khởi đầu sự nghiệp thi đấu cho Triglav Kranj và duy trì ở đó cho đến khi anh được sở hữu bởi câu lạc bộ ở hạng cao nhất Slovenia, Koper. Anh thi đấu cho Koper trong mùa giải 2008–09, ra sân 35 trận cho câu lạc bộ và ghi được 3 bàn thắng. Sau đó anh chuyển đến Maribor và là một phần của đội bóng 13 lần vô địch ở Slovenia.

## Danh hiệu
Maribor
- Slovenian PrvaLiga (6): 2010–11, 2011–12, 2012–13, 2013–14, 2014–15, 2016–17
- Cúp bóng đá Slovenia (4): 2009–10, 2011–12, 2012–13, 2015–16
- Siêu cúp bóng đá Slovenia (4): 2009, 2012, 2013, 2014

## Sự nghiệp quốc tế
Mertelj ra mắt quốc tế ngày 26 tháng 5 năm 2012 trong trận đấu giao hữu giữa Slovenia và Hi Lạp, vào thay người vào khoảng cuối trận đấu.

## Cuộc sống cá nhân
Mertelj sinh ra ở Kranj ở tây bắc Slovenia, có một anh trai và một chị gái. Anh trai của anh, Sandi là một vận động viên bóng nước.